# Torneo Sub-23 (Colombia)
El Torneo Interclubes Sub-23 fue un organizado por la División Aficionada del Fútbol Colombiano (Difútbol), entidad dependiente de la Federación Colombiana de Fútbol, creado en el año 2014 después de varios intentos fallidos por recuperar la Primera C, desaparecida en Colombia.
En esta categoría se permitió a cada club inscribir hasta treinta jugadores teniendo en cuenta que 27 de ellos debían tener menos de 23 años y los otros 3 de cualquier edad. Se estimó iniciar la primera edición el día 18 de mayo del 2014 pero se postergó hasta el 13 de septiembre del mismo año.
Se tiene constancia de la realización del torneo en 2014, 2015 y 2019.

## Historia
En el 2014 se inscribieron al torneo un total de diez equipos de diferentes regiones del país, la Región Caribe, Eje cafetero, los departamentos del Tolima y Huila. Se dividieron en dos grupos según la posición geográfica quedando así los equipos de la costa en un grupo y del centro del país en el otro grupo.

### Palmarés
| Año  | Campeón                  | Marcador    | Subcampeón        |
| ---- | ------------------------ | ----------- | ----------------- |
| 2014 | Depor Montenegro (1)     | Cuad. Final | Desconocido       |
| 2015 | Ditaires F. C. (1)       | Cuad. Final | Independiente FPS |
| 2019 | Atlético Real Boyacá (1) | 4-0 2-3     | Lyon              |